# ゲルトルート・フォン・ザクセン (1030-1113)
ゲルトルート・フォン・ザクセン（ドイツ語：Gertrud von Sachsen, 1030年ごろ - 1113年8月4日）は、ホラント伯フロリス1世の妃、のちフランドル伯ロベール1世の妃。また、1061年から1067年まで、幼年の息子ディルク5世のためホラントの摂政を、1086年から1093年まで夫の不在の間にフランドルの摂政をつとめた。

## 生涯
ゲルトルートはザクセン公ベルンハルト2世と、ハインリヒ・フォン・シュヴァインフルトの娘アイリカの間に生まれた。
1050年ごろ、ホラント伯フロリス1世と結婚した。1061年に夫が死去したのち、息子ディルク5世がホラント伯となり、ゲルトルートが摂政をつとめた。
ディルク5世がホラント伯位についたとき、ユトレヒト司教ウィレム1世はこの状況を利用して、ホラントの領地を占領した。ゲルトルートとディルク5世はフリースラントに退き、ウィレム1世は領地を占領し続けた。
1063年、ゲルトルートはフランドル伯ボードゥアン5世の次男ロベールと再婚した。この結婚により、ディルク5世にスヘルデ川西岸のフリースラントを含むフランドル帝国領が領地として与えられた。
その後、夫ロベールはゲルトルートとともに幼年のディルク5世の摂政をつとめた。また、フランドル伯となったロベールが1086年から1093年までエルサレムに向かった際には、夫の留守の間フランドルの摂政もつとめた。

## 子女
ホラント伯フロリス1世との間に7人の子女をもうけた。
- アルベール（1051年ごろ生） - リエージュの司祭
- ディルク5世（1052年ごろ - 1091年） - ホラント伯
- ピエール（1053年ごろ生） - リエージュの司祭
- ベルタ（1055年ごろ - 1093年） - フランス王フィリップ1世と結婚[2]
- フロリス（1055年ごろ生） - リエージュの司祭
- マティルド（1057年ごろ生）- クロスタラート伯アダルベルト1世・フォン・サッフェンブルクと結婚
- アデル（1061年ごろ生） - ギネ伯ボードゥアン1世と結婚

フランドル伯ロベール1世との間に5人の子女をもうけた。
- ロベール2世（1065年ごろ - 1111年）[3] - フランドル伯
- アデル（1064年ごろ - 1115年） - はじめデンマーク王クヌーズ4世妃[3]、のちプッリャ公ルッジェーロ・ボルサ妃。シャルル1世の母。
- ジェルトリュード（1070年ごろ - 1117年） - ルーヴァン伯アンリ3世妃、のちロレーヌ公ティエリー2世妃[3]。ティエリー・ダルザスの母。
- フィリップ・ファン・ロー（1127年以前没） - 庶子のウィレム・ファン・イーペルはフランドル伯位を主張した
- オジーヴ - メシーヌの修道女